# Saison 2013 de l'équipe cycliste 3M
La saison 2013 de l'équipe cycliste 3M est la première de cette équipe.

## Coureurs et encadrement technique

### Effectif
| Cycliste             | Date de naissance | Nationalité | Équipe 2012                      |
| -------------------- | ----------------- | ----------- | -------------------------------- |
| Marius Bernatonis    | 1er mai 1987      | Lituanie    |                                  |
| Joop de Gans         | 12 avril 1984     | Pays-Bas    | Eddy Merckx-Indeland             |
| Tom Goovaerts        | 3 juillet 1988    | Belgique    | Colba-Superano Ham               |
| Kess Heytens         | 19 août 1986      | Belgique    |                                  |
| Jimmy Janssens       | 30 mai 1989       | Belgique    | Lotto-Belisol U23                |
| Sibrecht Pieters     | 17 mai 1988       | Belgique    |                                  |
| Alister Ratcliff     | 6 avril 1988      | États-Unis  | Chipotle-First Solar Development |
| Lewis Rigaux         | 8 août 1990       | Belgique    |                                  |
| Jens Schuermans      | 13 février 1993   | Belgique    | Versluys                         |
| Joren Segers         | 12 novembre 1991  | Belgique    | An Post-Sean Kelly               |
| Timothy Stevens      | 26 mars 1989      | Belgique    | Ovyta-Eijssen-Acrog              |
| Mike Terpstra        | 24 juillet 1987   | Pays-Bas    |                                  |
| Timothy Vangheel     | 26 août 1986      | Belgique    | Colba-Superano Ham               |
| Thomas Vanhaecke     | 16 juin 1989      | Belgique    |                                  |
| Frederik Verkinderen | 7 avril 1988      | Belgique    | Lotto-Belisol U23                |
| Michael Vingerling   | 28 juin 1990      | Pays-Bas    | Koga                             |
| Wouter Wippert       | 14 août 1990      | Pays-Bas    | Lotto-Belisol U23                |

## Bilan de la saison

### Victoires
Aucune victoire UCI.

### Classement UCI

#### UCI Europe Tour
| Rang | Coureur | Points |
| ---- | ------- | ------ |